# Алоис Ирасек
Алоис Ирасек (на чешки: Alois Jirásek; cs: ˈalojs ˈjɪraːsɛk; * 23 август 1851 в Хронов; † 12 март 1930 в Прага) е чешки писател и историк. Предлаган е за Нобелова награда за литература през 1918, 1919, 1921 и 1930 г. 
Син е на хлебар и посещава немската гимназия на Бенедиктинския орден на манастира в Броумов и чешката гимназия в Храдец Кралове. След това следва история в Пражкия Карлов университет и става учител в Litomyšl.